# اسقف‌نشینی کاتولیک رومی توکیو
اسقف‌نشینی کاتولیک رومی توکیو (انگلیسی: Roman Catholic Archdiocese of Tokyo)، یک کلیسای لاتین اسقف‌نشین کلیسای کاتولیک در ژاپن است. این بنا به عنوان معاونت حواری ژاپن در ۱ م ه۱۸۴۶ توسط پاپ گریگوری شانزدهم برپا شد و نام آن بعداً توسط پاپ پیوس نهم به معاونت حواری شمال ژاپن در ۲۲ ماه مه، ۱۸۷۶ تغییر یافت.